# Gagata melanopterus
Gagata melanopterus är en fiskart som beskrevs av Roberts och Ferraris, 1998. Gagata melanopterus ingår i släktet Gagata och familjen Sisoridae. IUCN kategoriserar arten globalt som livskraftig. Inga underarter finns listade i Catalogue of Life.